# Petr Kostka
Petr Kostka (* 11. června 1938 Říčany) je český herec. Pochází ze starého divadelního rodu, jehož kořeny sahají až do první poloviny 19. století. Jeho manželkou je herečka Carmen Mayerová, se kterou má dceru Terezu Kostkovou, divadelní herečku a televizní moderátorku.

## Život a dílo
Má kořeny ve starobylém divadelnickém rodu, je synem herce Jiřího Kostky a herečky Františky Skálové–Wintrové (1911–1973). I když strávil dětství v herecké rodině, původně jej zajímaly spíše exaktní vědy. Po maturitě na Vyšší hospodářské škole v Plzni v roce 1957  však přece jen šel studovat herectví na DAMU (1957–1960), studium však nedokončil.
V roce 1960 získal angažmá v Městských divadlech pražských (1960–1974). Zde ztvárnil řadu postav temperamentních mladíků v současném i klasickém repertoáru (Řek Zorba, Rozhodně správná koupel). V roce 1974 přešel do Národního divadla (1974–1994). Zde hrál už kromě lyrických postav i komické a charakterní role (Soud lásky, Naši furianti, Hamlet, Vévodkyně valdštejnských vojsk).
V letech 1994 až 2010 byl členem souboru Divadla na Vinohradech, v současnosti zde vystupuje pohostinsky. Hraje ale také u různých agentur se zájezdovými představeními po celé republice.
Mezi jeho významné role v Divadle na Vinohradech patří například:
- Ezra Manon (Smutek sluší Elektře)
- Andrew (Milostné dopisy)
- Steinberg (Královna Kristina)
- Tobiáš (Křehká rovnováha)
- Pan de Saint-Vallier (Král se baví)

Známé jsou i jeho komediální postavy, například:
- Horác Vandergelder (Dohazovačka)
- Isidoro (Poprask na laguně)
- Pan Dřímota (Dům čtyř letor)
- Pokorný (Rodinný večer)

Na filmovém plátně, v televizi a v rozhlase se objevuje již přes padesát let. Pro film byl objeven koncem 50. let, kdy ještě studoval na DAMU, režisérem Jiřím Krejčíkem, který mu svěřil role do filmů Probuzení a Vyšší princip. Filmografie Petra Kostky čítala v 60. letech několik titulů ročně. Lze připomenout např. Paletu lásky (postava Josefa Mánesa), Zítra vstanu a opařím se čajem, a jiné. Souběžně začal pracovat pro televizi a také dabing. Daboval například ve filmu Fanfán Tulipán či Ďáblova krása (Gérard Philipe), rovněž nadaboval postavu Hercula Poirota (David Suchet).
Již od konce šedesátých let hrál také v televizních seriálech, např. Inženýrská odysea, Sanitka, Synové a dcery Jakuba skláře. Též se objevil v seriálu Pojišťovna štěstí (2004) a v seriálu TV Prima Cesty domů, kde hraje státního zástupce Josefa Hlaváčka. V roce 2023 hraje postavu Rudolfa Kučeru v 2 sériích dobového seriálu Zlatá labuť vysílaného na TV Nova a Voyo.
Petr Kostka je po svém dávném předkovi, herci Hynku Muškovi, vzdáleným příbuzným příslušníků hereckého rodu Hrušínských.

### Rodokmen Kostků
|                         |                         |                         |                         |                         |                         |  |  |  |  | Josef Faltys (1839–1926)    | Josef Faltys (1839–1926)    | Josef Faltys (1839–1926)    | Josef Faltys (1839–1926)    | Josef Faltys (1839–1926)    | Josef Faltys (1839–1926)    |  |  |  |  | Václav Vačkář (1881–1954)    | Václav Vačkář (1881–1954)    | Václav Vačkář (1881–1954)    | Václav Vačkář (1881–1954)    | Václav Vačkář (1881–1954)    | Václav Vačkář (1881–1954)    |  |  |  |  |                                |                                |                                |                                |                                |                                |  |  |  |  |                              |                              |                              |                              |                              |                              |  |  |  |  |                            |                            |                            |                            |                            |                            |  |  |  |  |                             |                             |                             |                             |                             |                             |  |  |  |  |
|                         |                         |                         |                         |                         |                         |  |  |  |  | Josef Faltys (1839–1926)    | Josef Faltys (1839–1926)    | Josef Faltys (1839–1926)    | Josef Faltys (1839–1926)    | Josef Faltys (1839–1926)    | Josef Faltys (1839–1926)    |  |  |  |  | Václav Vačkář (1881–1954)    | Václav Vačkář (1881–1954)    | Václav Vačkář (1881–1954)    | Václav Vačkář (1881–1954)    | Václav Vačkář (1881–1954)    | Václav Vačkář (1881–1954)    |  |  |  |  |                                |                                |                                |                                |                                |                                |  |  |  |  |                              |                              |                              |                              |                              |                              |  |  |  |  |                            |                            |                            |                            |                            |                            |  |  |  |  |                             |                             |                             |                             |                             |                             |  |  |  |  |
|                         |                         |                         |                         |                         |                         |  |  |  |  |                             |                             |                             |                             |                             |                             |  |  |  |  |                              |                              |                              |                              |                              |                              |  |  |  |  | Dalibor C. Vačkář (1906–1984)  | Dalibor C. Vačkář (1906–1984)  | Dalibor C. Vačkář (1906–1984)  | Dalibor C. Vačkář (1906–1984)  | Dalibor C. Vačkář (1906–1984)  | Dalibor C. Vačkář (1906–1984)  |  |  |  |  | Tomáš Vačkář (1945–1963)     | Tomáš Vačkář (1945–1963)     | Tomáš Vačkář (1945–1963)     | Tomáš Vačkář (1945–1963)     | Tomáš Vačkář (1945–1963)     | Tomáš Vačkář (1945–1963)     |  |  |  |  |                            |                            |                            |                            |                            |                            |  |  |  |  |                             |                             |                             |                             |                             |                             |  |  |  |  |
|                         |                         |                         |                         |                         |                         |  |  |  |  |                             |                             |                             |                             |                             |                             |  |  |  |  |                              |                              |                              |                              |                              |                              |  |  |  |  | Dalibor C. Vačkář (1906–1984)  | Dalibor C. Vačkář (1906–1984)  | Dalibor C. Vačkář (1906–1984)  | Dalibor C. Vačkář (1906–1984)  | Dalibor C. Vačkář (1906–1984)  | Dalibor C. Vačkář (1906–1984)  |  |  |  |  | Tomáš Vačkář (1945–1963)     | Tomáš Vačkář (1945–1963)     | Tomáš Vačkář (1945–1963)     | Tomáš Vačkář (1945–1963)     | Tomáš Vačkář (1945–1963)     | Tomáš Vačkář (1945–1963)     |  |  |  |  |                            |                            |                            |                            |                            |                            |  |  |  |  |                             |                             |                             |                             |                             |                             |  |  |  |  |
|                         |                         |                         |                         |                         |                         |  |  |  |  | Antonie Mušková (1838–1908) | Antonie Mušková (1838–1908) | Antonie Mušková (1838–1908) | Antonie Mušková (1838–1908) | Antonie Mušková (1838–1908) | Antonie Mušková (1838–1908) |  |  |  |  | Johana Faltysová (1863–1927  | Johana Faltysová (1863–1927  | Johana Faltysová (1863–1927  | Johana Faltysová (1863–1927  | Johana Faltysová (1863–1927  | Johana Faltysová (1863–1927  |  |  |  |  |                                |                                |                                |                                |                                |                                |  |  |  |  |                              |                              |                              |                              |                              |                              |  |  |  |  |                            |                            |                            |                            |                            |                            |  |  |  |  |                             |                             |                             |                             |                             |                             |  |  |  |  |
|                         |                         |                         |                         |                         |                         |  |  |  |  | Antonie Mušková (1838–1908) | Antonie Mušková (1838–1908) | Antonie Mušková (1838–1908) | Antonie Mušková (1838–1908) | Antonie Mušková (1838–1908) | Antonie Mušková (1838–1908) |  |  |  |  | Johana Faltysová (1863–1927  | Johana Faltysová (1863–1927  | Johana Faltysová (1863–1927  | Johana Faltysová (1863–1927  | Johana Faltysová (1863–1927  | Johana Faltysová (1863–1927  |  |  |  |  |                                |                                |                                |                                |                                |                                |  |  |  |  |                              |                              |                              |                              |                              |                              |  |  |  |  |                            |                            |                            |                            |                            |                            |  |  |  |  |                             |                             |                             |                             |                             |                             |  |  |  |  |
|                         |                         |                         |                         |                         |                         |  |  |  |  |                             |                             |                             |                             |                             |                             |  |  |  |  |                              |                              |                              |                              |                              |                              |  |  |  |  | Rudolf Hrušínský (1897–1956)   | Rudolf Hrušínský (1897–1956)   | Rudolf Hrušínský (1897–1956)   | Rudolf Hrušínský (1897–1956)   | Rudolf Hrušínský (1897–1956)   | Rudolf Hrušínský (1897–1956)   |  |  |  |  |                              |                              |                              |                              |                              |                              |  |  |  |  | Rudolf Hrušínský (* 1946)  | Rudolf Hrušínský (* 1946)  | Rudolf Hrušínský (* 1946)  | Rudolf Hrušínský (* 1946)  | Rudolf Hrušínský (* 1946)  | Rudolf Hrušínský (* 1946)  |  |  |  |  | Rudolf Hrušínský (* 1970)   | Rudolf Hrušínský (* 1970)   | Rudolf Hrušínský (* 1970)   | Rudolf Hrušínský (* 1970)   | Rudolf Hrušínský (* 1970)   | Rudolf Hrušínský (* 1970)   |  |  |  |  |
|                         |                         |                         |                         |                         |                         |  |  |  |  |                             |                             |                             |                             |                             |                             |  |  |  |  |                              |                              |                              |                              |                              |                              |  |  |  |  | Rudolf Hrušínský (1897–1956)   | Rudolf Hrušínský (1897–1956)   | Rudolf Hrušínský (1897–1956)   | Rudolf Hrušínský (1897–1956)   | Rudolf Hrušínský (1897–1956)   | Rudolf Hrušínský (1897–1956)   |  |  |  |  |                              |                              |                              |                              |                              |                              |  |  |  |  | Rudolf Hrušínský (* 1946)  | Rudolf Hrušínský (* 1946)  | Rudolf Hrušínský (* 1946)  | Rudolf Hrušínský (* 1946)  | Rudolf Hrušínský (* 1946)  | Rudolf Hrušínský (* 1946)  |  |  |  |  | Rudolf Hrušínský (* 1970)   | Rudolf Hrušínský (* 1970)   | Rudolf Hrušínský (* 1970)   | Rudolf Hrušínský (* 1970)   | Rudolf Hrušínský (* 1970)   | Rudolf Hrušínský (* 1970)   |  |  |  |  |
|                         |                         |                         |                         |                         |                         |  |  |  |  | Ondřej Červíček (1844–1928) | Ondřej Červíček (1844–1928) | Ondřej Červíček (1844–1928) | Ondřej Červíček (1844–1928) | Ondřej Červíček (1844–1928) | Ondřej Červíček (1844–1928) |  |  |  |  | Václav Červíček (1875–1936)  | Václav Červíček (1875–1936)  | Václav Červíček (1875–1936)  | Václav Červíček (1875–1936)  | Václav Červíček (1875–1936)  | Václav Červíček (1875–1936)  |  |  |  |  |                                |                                |                                |                                |                                |                                |  |  |  |  | Rudolf Hrušínský (1920–1994) | Rudolf Hrušínský (1920–1994) | Rudolf Hrušínský (1920–1994) | Rudolf Hrušínský (1920–1994) | Rudolf Hrušínský (1920–1994) | Rudolf Hrušínský (1920–1994) |  |  |  |  |                            |                            |                            |                            |                            |                            |  |  |  |  |                             |                             |                             |                             |                             |                             |  |  |  |  |
|                         |                         |                         |                         |                         |                         |  |  |  |  | Ondřej Červíček (1844–1928) | Ondřej Červíček (1844–1928) | Ondřej Červíček (1844–1928) | Ondřej Červíček (1844–1928) | Ondřej Červíček (1844–1928) | Ondřej Červíček (1844–1928) |  |  |  |  | Václav Červíček (1875–1936)  | Václav Červíček (1875–1936)  | Václav Červíček (1875–1936)  | Václav Červíček (1875–1936)  | Václav Červíček (1875–1936)  | Václav Červíček (1875–1936)  |  |  |  |  |                                |                                |                                |                                |                                |                                |  |  |  |  | Rudolf Hrušínský (1920–1994) | Rudolf Hrušínský (1920–1994) | Rudolf Hrušínský (1920–1994) | Rudolf Hrušínský (1920–1994) | Rudolf Hrušínský (1920–1994) | Rudolf Hrušínský (1920–1994) |  |  |  |  |                            |                            |                            |                            |                            |                            |  |  |  |  |                             |                             |                             |                             |                             |                             |  |  |  |  |
|                         |                         |                         |                         |                         |                         |  |  |  |  |                             |                             |                             |                             |                             |                             |  |  |  |  |                              |                              |                              |                              |                              |                              |  |  |  |  | Hermína Červíčková (1901–1989) | Hermína Červíčková (1901–1989) | Hermína Červíčková (1901–1989) | Hermína Červíčková (1901–1989) | Hermína Červíčková (1901–1989) | Hermína Červíčková (1901–1989) |  |  |  |  |                              |                              |                              |                              |                              |                              |  |  |  |  | Jan Hrušínský (* 1955)     | Jan Hrušínský (* 1955)     | Jan Hrušínský (* 1955)     | Jan Hrušínský (* 1955)     | Jan Hrušínský (* 1955)     | Jan Hrušínský (* 1955)     |  |  |  |  | Kristýna Hrušínská (* 1985) | Kristýna Hrušínská (* 1985) | Kristýna Hrušínská (* 1985) | Kristýna Hrušínská (* 1985) | Kristýna Hrušínská (* 1985) | Kristýna Hrušínská (* 1985) |  |  |  |  |
|                         |                         |                         |                         |                         |                         |  |  |  |  |                             |                             |                             |                             |                             |                             |  |  |  |  |                              |                              |                              |                              |                              |                              |  |  |  |  | Hermína Červíčková (1901–1989) | Hermína Červíčková (1901–1989) | Hermína Červíčková (1901–1989) | Hermína Červíčková (1901–1989) | Hermína Červíčková (1901–1989) | Hermína Červíčková (1901–1989) |  |  |  |  |                              |                              |                              |                              |                              |                              |  |  |  |  | Jan Hrušínský (* 1955)     | Jan Hrušínský (* 1955)     | Jan Hrušínský (* 1955)     | Jan Hrušínský (* 1955)     | Jan Hrušínský (* 1955)     | Jan Hrušínský (* 1955)     |  |  |  |  | Kristýna Hrušínská (* 1985) | Kristýna Hrušínská (* 1985) | Kristýna Hrušínská (* 1985) | Kristýna Hrušínská (* 1985) | Kristýna Hrušínská (* 1985) | Kristýna Hrušínská (* 1985) |  |  |  |  |
| Hynek Mušek (1812–1894) | Hynek Mušek (1812–1894) | Hynek Mušek (1812–1894) | Hynek Mušek (1812–1894) | Hynek Mušek (1812–1894) | Hynek Mušek (1812–1894) |  |  |  |  | Josefa Mušková (1845–1906)  | Josefa Mušková (1845–1906)  | Josefa Mušková (1845–1906)  | Josefa Mušková (1845–1906)  | Josefa Mušková (1845–1906)  | Josefa Mušková (1845–1906)  |  |  |  |  | Anna Budínská (1878–1958)    | Anna Budínská (1878–1958)    | Anna Budínská (1878–1958)    | Anna Budínská (1878–1958)    | Anna Budínská (1878–1958)    | Anna Budínská (1878–1958)    |  |  |  |  |                                |                                |                                |                                |                                |                                |  |  |  |  |                              |                              |                              |                              |                              |                              |  |  |  |  |                            |                            |                            |                            |                            |                            |  |  |  |  |                             |                             |                             |                             |                             |                             |  |  |  |  |
| Hynek Mušek (1812–1894) | Hynek Mušek (1812–1894) | Hynek Mušek (1812–1894) | Hynek Mušek (1812–1894) | Hynek Mušek (1812–1894) | Hynek Mušek (1812–1894) |  |  |  |  | Josefa Mušková (1845–1906)  | Josefa Mušková (1845–1906)  | Josefa Mušková (1845–1906)  | Josefa Mušková (1845–1906)  | Josefa Mušková (1845–1906)  | Josefa Mušková (1845–1906)  |  |  |  |  | Anna Budínská (1878–1958)    | Anna Budínská (1878–1958)    | Anna Budínská (1878–1958)    | Anna Budínská (1878–1958)    | Anna Budínská (1878–1958)    | Anna Budínská (1878–1958)    |  |  |  |  |                                |                                |                                |                                |                                |                                |  |  |  |  |                              |                              |                              |                              |                              |                              |  |  |  |  |                            |                            |                            |                            |                            |                            |  |  |  |  |                             |                             |                             |                             |                             |                             |  |  |  |  |
|                         |                         |                         |                         |                         |                         |  |  |  |  |                             |                             |                             |                             |                             |                             |  |  |  |  |                              |                              |                              |                              |                              |                              |  |  |  |  |                                |                                |                                |                                |                                |                                |  |  |  |  |                              |                              |                              |                              |                              |                              |  |  |  |  | Miluše Šplechtová (* 1957) | Miluše Šplechtová (* 1957) | Miluše Šplechtová (* 1957) | Miluše Šplechtová (* 1957) | Miluše Šplechtová (* 1957) | Miluše Šplechtová (* 1957) |  |  |  |  | Matěj Balcar (* 1991)       | Matěj Balcar (* 1991)       | Matěj Balcar (* 1991)       | Matěj Balcar (* 1991)       | Matěj Balcar (* 1991)       | Matěj Balcar (* 1991)       |  |  |  |  |
|                         |                         |                         |                         |                         |                         |  |  |  |  |                             |                             |                             |                             |                             |                             |  |  |  |  |                              |                              |                              |                              |                              |                              |  |  |  |  |                                |                                |                                |                                |                                |                                |  |  |  |  |                              |                              |                              |                              |                              |                              |  |  |  |  | Miluše Šplechtová (* 1957) | Miluše Šplechtová (* 1957) | Miluše Šplechtová (* 1957) | Miluše Šplechtová (* 1957) | Miluše Šplechtová (* 1957) | Miluše Šplechtová (* 1957) |  |  |  |  | Matěj Balcar (* 1991)       | Matěj Balcar (* 1991)       | Matěj Balcar (* 1991)       | Matěj Balcar (* 1991)       | Matěj Balcar (* 1991)       | Matěj Balcar (* 1991)       |  |  |  |  |
|                         |                         |                         |                         |                         |                         |  |  |  |  |                             |                             |                             |                             |                             |                             |  |  |  |  | František Kostka (1879–1947) | František Kostka (1879–1947) | František Kostka (1879–1947) | František Kostka (1879–1947) | František Kostka (1879–1947) | František Kostka (1879–1947) |  |  |  |  | Jiří Kostka (1910–1985)        | Jiří Kostka (1910–1985)        | Jiří Kostka (1910–1985)        | Jiří Kostka (1910–1985)        | Jiří Kostka (1910–1985)        | Jiří Kostka (1910–1985)        |  |  |  |  | Petr Kostka (* 1938)         | Petr Kostka (* 1938)         | Petr Kostka (* 1938)         | Petr Kostka (* 1938)         | Petr Kostka (* 1938)         | Petr Kostka (* 1938)         |  |  |  |  |                            |                            |                            |                            |                            |                            |  |  |  |  |                             |                             |                             |                             |                             |                             |  |  |  |  |
|                         |                         |                         |                         |                         |                         |  |  |  |  |                             |                             |                             |                             |                             |                             |  |  |  |  | František Kostka (1879–1947) | František Kostka (1879–1947) | František Kostka (1879–1947) | František Kostka (1879–1947) | František Kostka (1879–1947) | František Kostka (1879–1947) |  |  |  |  | Jiří Kostka (1910–1985)        | Jiří Kostka (1910–1985)        | Jiří Kostka (1910–1985)        | Jiří Kostka (1910–1985)        | Jiří Kostka (1910–1985)        | Jiří Kostka (1910–1985)        |  |  |  |  | Petr Kostka (* 1938)         | Petr Kostka (* 1938)         | Petr Kostka (* 1938)         | Petr Kostka (* 1938)         | Petr Kostka (* 1938)         | Petr Kostka (* 1938)         |  |  |  |  |                            |                            |                            |                            |                            |                            |  |  |  |  |                             |                             |                             |                             |                             |                             |  |  |  |  |
|                         |                         |                         |                         |                         |                         |  |  |  |  |                             |                             |                             |                             |                             |                             |  |  |  |  |                              |                              |                              |                              |                              |                              |  |  |  |  |                                |                                |                                |                                |                                |                                |  |  |  |  |                              |                              |                              |                              |                              |                              |  |  |  |  | Tereza Kostková (* 1976)   |                            |                            |                            |                            |                            |  |  |  |  |                             |                             |                             |                             |                             |                             |  |  |  |  |
|                         |                         |                         |                         |                         |                         |  |  |  |  |                             |                             |                             |                             |                             |                             |  |  |  |  |                              |                              |                              |                              |                              |                              |  |  |  |  |                                |                                |                                |                                |                                |                                |  |  |  |  |                              |                              |                              |                              |                              |                              |  |  |  |  |                            |                            |                            |                            |                            |                            |  |  |  |  |                             |                             |                             |                             |                             |                             |  |  |  |  |
|                         |                         |                         |                         |                         |                         |  |  |  |  | Josef Mušek (1848–1922)     | Josef Mušek (1848–1922)     | Josef Mušek (1848–1922)     | Josef Mušek (1848–1922)     | Josef Mušek (1848–1922)     | Josef Mušek (1848–1922)     |  |  |  |  | Leokádie Mušková (1880–1958) | Leokádie Mušková (1880–1958) | Leokádie Mušková (1880–1958) | Leokádie Mušková (1880–1958) | Leokádie Mušková (1880–1958) | Leokádie Mušková (1880–1958) |  |  |  |  |                                |                                |                                |                                |                                |                                |  |  |  |  | Carmen Mayerová (* 1944)     | Carmen Mayerová (* 1944)     | Carmen Mayerová (* 1944)     | Carmen Mayerová (* 1944)     | Carmen Mayerová (* 1944)     | Carmen Mayerová (* 1944)     |  |  |  |  |                            |                            |                            |                            |                            |                            |  |  |  |  |                             |                             |                             |                             |                             |                             |  |  |  |  |
|                         |                         |                         |                         |                         |                         |  |  |  |  | Josef Mušek (1848–1922)     | Josef Mušek (1848–1922)     | Josef Mušek (1848–1922)     | Josef Mušek (1848–1922)     | Josef Mušek (1848–1922)     | Josef Mušek (1848–1922)     |  |  |  |  | Leokádie Mušková (1880–1958) | Leokádie Mušková (1880–1958) | Leokádie Mušková (1880–1958) | Leokádie Mušková (1880–1958) | Leokádie Mušková (1880–1958) | Leokádie Mušková (1880–1958) |  |  |  |  |                                |                                |                                |                                |                                |                                |  |  |  |  | Carmen Mayerová (* 1944)     | Carmen Mayerová (* 1944)     | Carmen Mayerová (* 1944)     | Carmen Mayerová (* 1944)     | Carmen Mayerová (* 1944)     | Carmen Mayerová (* 1944)     |  |  |  |  |                            |                            |                            |                            |                            |                            |  |  |  |  |                             |                             |                             |                             |                             |                             |  |  |  |  |
|                         |                         |                         |                         |                         |                         |  |  |  |  |                             |                             |                             |                             |                             |                             |  |  |  |  |                              |                              |                              |                              |                              |                              |  |  |  |  |                                |                                |                                |                                |                                |                                |  |  |  |  |                              |                              |                              |                              |                              |                              |  |  |  |  | Petr Kracik (* 1958)       |                            |                            |                            |                            |                            |  |  |  |  |                             |                             |                             |                             |                             |                             |  |  |  |  |
|                         |                         |                         |                         |                         |                         |  |  |  |  |                             |                             |                             |                             |                             |                             |  |  |  |  |                              |                              |                              |                              |                              |                              |  |  |  |  |                                |                                |                                |                                |                                |                                |  |  |  |  |                              |                              |                              |                              |                              |                              |  |  |  |  |                            |                            |                            |                            |                            |                            |  |  |  |  |                             |                             |                             |                             |                             |                             |  |  |  |  |
|                         |                         |                         |                         |                         |                         |  |  |  |  |                             |                             |                             |                             |                             |                             |  |  |  |  |                              |                              |                              |                              |                              |                              |  |  |  |  |                                |                                |                                |                                |                                |                                |  |  |  |  | Zora Kostková (* 1952)       |                              |                              |                              |                              |                              |  |  |  |  |                            |                            |                            |                            |                            |                            |  |  |  |  |                             |                             |                             |                             |                             |                             |  |  |  |  |
|                         |                         |                         |                         |                         |                         |  |  |  |  |                             |                             |                             |                             |                             |                             |  |  |  |  |                              |                              |                              |                              |                              |                              |  |  |  |  |                                |                                |                                |                                |                                |                                |  |  |  |  |                              |                              |                              |                              |                              |                              |  |  |  |  |                            |                            |                            |                            |                            |                            |  |  |  |  |                             |                             |                             |                             |                             |                             |  |  |  |  |
|                         |                         |                         |                         |                         |                         |  |  |  |  |                             |                             |                             |                             |                             |                             |  |  |  |  |                              |                              |                              |                              |                              |                              |  |  |  |  |                                |                                |                                |                                |                                |                                |  |  |  |  |                              |                              |                              |                              |                              |                              |  |  |  |  |                            |                            |                            |                            |                            |                            |  |  |  |  |                             |                             |                             |                             |                             |                             |  |  |  |  |
|                         |                         |                         |                         |                         |                         |  |  |  |  |                             |                             |                             |                             |                             |                             |  |  |  |  |                              |                              |                              |                              |                              |                              |  |  |  |  |                                |                                |                                |                                |                                |                                |  |  |  |  |                              |                              |                              |                              |                              |                              |  |  |  |  |                            |                            |                            |                            |                            |                            |  |  |  |  |                             |                             |                             |                             |                             |                             |  |  |  |  |
|                         |                         |                         |                         |                         |                         |  |  |  |  |                             |                             |                             |                             |                             |                             |  |  |  |  |                              |                              |                              |                              |                              |                              |  |  |  |  |                                |                                |                                |                                |                                |                                |  |  |  |  | Antonín Procházka (* 1953)   |                              |                              |                              |                              |                              |  |  |  |  |                            |                            |                            |                            |                            |                            |  |  |  |  |                             |                             |                             |                             |                             |                             |  |  |  |  |
|                         |                         |                         |                         |                         |                         |  |  |  |  |                             |                             |                             |                             |                             |                             |  |  |  |  |                              |                              |                              |                              |                              |                              |  |  |  |  |                                |                                |                                |                                |                                |                                |  |  |  |  |                              |                              |                              |                              |                              |                              |  |  |  |  |                            |                            |                            |                            |                            |                            |  |  |  |  |                             |                             |                             |                             |                             |                             |  |  |  |  |

## Ocenění
Za práci v televizi obdržel medaili Zlatý krokodýl, za mluvené slovo medaili J. K. Tyla, v roce 1989 byl oceněn titulem zasloužilý umělec. V roce 2003 pak získal Cenu Thálie za roli Hermana ve hře Smíšené (po)city a v roce 2004 za celoživotní mistrovství v dabingu Cenu Františka Filipovského. V roce 2014 obdržel ocenění Senior Prix od Nadace Život umělce. Dne 24. března 2018 obdržel Cenu Thálie 2017 za celoživotní činoherní mistrovství. V roce 2023 obdržel Medaili za zásluhy I. stupně  .

## Divadelní role (výběr)

### Divadlo na Vinohradech

#### Velká scéna
- 1994 Thornton Wilder: Dohazovačka, režie: Jaroslav Dudek, premiéra: 9. října 1990, role: Horác Wandergelder
- 1994 Pavel Kohout: Ubohý vrah, režie: Luboš Pistorius, československá premiéra: 17. září 1991, role: První herec
- 1994 Carlo Goldoni: Poprask na laguně, režie: Ladislav Smoček, premiéra: 25. března 1994, role: Isidoro
- 1994 Johann Nepomuk Nestroy: Dům čtyř letor, režie: Jiří Menzel, premiéra: 2. prosince 1994, role: Pan Dřímota
- 1995 Eugene O'Neill: Smutek sluší Elektře, režie: Jakub Korčák, premiéra: 3. února 1995, role: Ezra Mannon
- 1996 Pavel Kohout podle Romaina Rollanda: Král Colas, režie: Jaroslav Dudek, česká premiéra: 15. prosince 1995, role: Notář Paillard
- 1995 István Örkény: Kočičí hra, režie: Jaroslav Dudek, premiéra: 3. března 1995, role: Viktor Molnár
- 1996 August Strindberg: Královna Kristina, režie: Petr Kracik, premiéra: 20. září 1995, role: Steinberg
- 1996 Edward Albee: Křehká rovnováha, režie: Viktor Polesný, premiéra: 20. prosince 1996, role: Tobiáš
- 1998 Ödön von Horváth: Povídky z Vídeňského lesa, premiéra: 20. února 1998, role: Rytmistr
- 1999 Lillian Hellmanová: Podzimní zahrada, režie: Petr Kracik, premiéra: 24. června 1999, role: Edvard Crossman
- 1999 Friedrich Schiller: Valdštejnova smrt, režie: Petr Kracik, premiéra: 12. listopadu 1999, role: Gordon
- 2001 Christopher Fry: Dáma není k pálení, režie: Luděk Munzar, premiéra: 19. prosince 2001, role: Edward Tappercoom
- 2003 Jiří Šotola: Cesta Karla IV. do Francie a zpět, režie: Petr Novotný, premiéra: 21. března 2003, role: Aimery de Maignac
- 2003 Carlo Gozzi: Král jelenem, režie: Petr Svojtka, premiéra: 25. září 2003, role: Pantalone, Deramův druhý ministr
- 2004 Jean Anouilh: Tomáš Becket aneb Čest boží, režie: Jan Novák, premiéra: 7. ledna 2004, role: Baron – Arcibiskup – Zambelli
- 2005 Victor Hugo – Tomáš Vondrovic: Král se baví, režie: Michael Tarant, premiéra (první provedení): 7. října 2005, role: Pan de Saint-Vallier
- 2006 Israel Horovitz: Chvíle pravdy, režie: Ladislav Smoček, česká premiéra: 17. března 2006, role: Jacob Brackish
- 2007 Joe DiPietro: Famílie aneb Dědictví otců zachovej nám, pane, režie: Martin Stropnický, česká premiéra: 26. ledna 2007, role: Nunzio Cristano
- 2008 Pierre-Augustin Caron de Beaumarchais: Figarova svatba, režie: Radek Balaš, premiéra: 24. dubna 2008, role: Don Gusman Goussaupasse
- 2009 Federico Fellini – Martin Stropnický: Zkouška orchestru, režie: Martin Stropnický, česká premiéra: 22. října 2009, role: Violoncellista
- 2013 Henrik Ibsen: Rebeka (Rosmersholm), režie: Juraj Deák, premiéra: 22. února 2013, role: Ulrik Brendel
- 2014 Miroslav Krleža: Rod Glembayů, režie: Martin Huba, premiéra: 13. listopadu 2014, role: Titus Andronikus Fabriczy-Glembay
- 2015 Fráňa Šrámek: Plačící satyr, režie: Radovan Lipus, premiéra: 6. března 2015, role: Petr Melita
- 2016 Henrik Ibsen: Nepřítel lidu, režie: Juraj Deák, premiéra: 19. února 2016, role: Morten Kill
- 2019 Friedrich Dürrenmatt: Návštěva staré dámy, režie: Jan Burian, premiéra: 6. září 2019, role: Butler
- 2020 Jan Vedral podle Olgy Scheinpflugové: Český román, režie: Radovan Lipus, světová premiéra: 11. září 2020, role: TGM
- 2023 Jan Vedral podle Josefa Škvoreckého: Danny Smiřický (Příběhy inženýra lidských duší), režie: Radovan Lipus, světová premiéra: 27. ledna 2023, role: Jaroslav Seifert – Páter Huňák

#### Studiová scéna
- 1996 Albert R. Gurney: Milostné dopisy, režie: Ladislav Smoček, česká premiéra: 7. března 1996, role: Andrew Makepeace Ladd III
- 2000 Václav Havel: Rodinný večer – Vernisáž, režie: Jan Burian, první uvedení (pouze Rodinný večer): 3. února 2000, role: Pokorný (Rodinný večer)

## Filmografie (výběr)

### Film
- 1959 Probuzení – role: automechanik Vilda
- 1959 Dům na Ořechovce – role: student
- 1960 Vyšší princip – role: Honza
- 1962 Zelené obzory – role Ondřej
- 1963 Spanilá jízda – role: Ondřej Keřský z Řimovic
- 1964 Bláznova kronika – role: Petr
- 1965 Zločin v dívčí škole – role: Bartoš
- 1971 Tajemství velikého vypravěče – role: Victor Hugo
- 1977 Zítra vstanu a opařím se čajem – hlavní dvojrole: Jan Bureš / Karel Bureš
- 1977 Což takhle dát si špenát – role: Carlos Pereira
- 1979 Pátek není svátek – role: Karel Novák
- 1980 Romaneto – role: Jan Neruda
- 1981 V podstatě jsme normální – role: Karel Novák
- 1984 Fešák Hubert – role: policejní inspektor Mourek
- 1993 Nesmrtelná teta – role: vicekrál
- 2019 Narušitel – role: Vladislav Kučera st.

### Televize
- 1965 Polka jede do světa (TV pásmo) – role: průvodce pásmem
- 1970 Bližní na tapetě (TV cyklus mikrokomedií Malé justiční omyly) – role: otec Dr. Luboš Zeman, vědecký pracovník univerzitní knihovny (9.příběh: Dívčí válka)
- 1971 Rozsudek (TV seriál) – role: kapitán Zeman
- 1971 Zločin na Zlenicích hradě (TV inscenace) – role: Petr Ptáček z Ledců
- 1971 Princ a chuďas (TV film) – role: Miles Hendon
- 1971 Bližní na tapetě (TV cyklus mikrokomedií Malé justiční omyly) – role: Olda Rabas, bývalý milenec Evy (7.příběh: Tatínek)
- 1972 Bližní na tapetě (TV cyklus mikrokomedií Malé justiční omyly) – role: otec Dr. Luboš Zeman, vědecký pracovník univerzitní knihovny (10.příběh: Embéčko)
- 1973 Bláznova smrt (TV film): podle stejnojmenné knihy Václava Erbena – role: kapitán Exner
- 1974 Bližní na tapetě (TV cyklus mikrokomedií Malé justiční omyly) – role: otec Dr. Luboš Zeman, vědecký pracovník univerzitní knihovny (13.příběh: Výlet do neznáma)
- 1978 Přání (TV cyklus Bakaláři) – role: tatínek
- 1979 Inženýrská odysea (TV seriál) – role: Ing. Václav Pešek
- 1984 Koloběžka první (TV filmová pohádka) – role: rybář, otec Zdeničky
- 1984 Sanitka (TV seriál) – role: MUDr. Václav Mádr
- 1985 My holky z městečka (TV seriál) – role: otec Hlaváček
- 1985 Synové a dcery Jakuba skláře (TV seriál) – role: syn Jakub Cirkl ml.
- 1988 Cesta do krajiny Ty (TV film) – role: otec Markéty Ludvík Kotas
- 1998 Četnické humoresky (TV seriál 1998–2007) – role: vrchní strážmistr Jaroslav Šiktanc
- 2004 Pojišťovna štěstí (TV seriál 2004–2010) – role: pan Vrána
- 2010 Cesty domů (TV seriál 2010–2015) – role: JUDr. Josef Hlaváček
- 2013 Sanitka 2 (TV seriál) – role: MUDr. Václav Mádr, majitel letecké záchranné služby
- 2014 Svatby v Benátkách (TV seriál 2014–2015) – role: krejčí Karel Zelený
- 2021 Kukačky (TV seriál) – role: praděda Vladimír Býček
- 2023 Zlatá labuť (TV seriál) – role: Rudolf Kučera

## Ocenění
- Medaile Za zásluhy  1. stupně, udělil prezident Petr Pavel v roce 2023

## Rozhlasové role
- 1992 Karel Poláček: Lehká dívka a reportér, účinkovali: Petr Kostka, Jana Paulová, Pavel Soukup, Jan Teplý, Jiří Kvasnička a další; připravila: Dagmar Hubená, režie: Petr Adler
- 1998 Oscar Wilde: Bezvýznamná žena, překlad: Jiří Zdeněk Novák, rozhlasová úprava: Josef Hlavnička, dramaturgie: Jarmila Konrádová, režie: Markéta Jahodová. Hráli: Lord Illingworth (Viktor Preiss), Sir John Pontecraft (Svatopluk Beneš), Pan Ketlick, poslanec (Petr Kostka), Gerald Arbuthnot (Pavel Chalupa), Lady Hunstantonová (Viola Zinková), Lady Karolína Pontecraftová (Jaroslava Adamová), Paní Allonbyová (Gabriela Vránová), Slečna Ester Worsleyová (Petra Špalková), Paní Arbuthnotová (Dana Syslová), vypravěč (Josef Červinka), Francis, sluha (Tomáš Racek) a Alice, komorná (Jana Zímová)[9]